# The Night Sky
The Night Sky è un singolo del gruppo musicale britannico Keane, pubblicato il 29 ottobre 2007.

## Descrizione
Composto dal pianista Tim Rice-Oxley nel tardo 2005, il testo di The Night Sky parla del punto di vista di un bambino sulla guerra.
Il singolo è stato pubblicato esclusivamente a scopo benefico per supportare l'organizzazione non governativa War Child.

## Tracce
Testi e musiche di Tim Rice-Oxley, Tom Chaplin e Richard Hughes, eccetto dove indicato.
CD promozionale (Regno Unito), download digitale (Regno Unito)
1. The Night Sky – 5:03

CD singolo (Regno Unito), chiavetta USB (Regno Unito), download digitale (Stati Uniti)
1. The Night Sky – 5:05
2. Under Pressure – 3:54 (Queen, David Bowie) – originariamente interpretata dai Queen e David Bowie
3. Put It Behind You (Ffrisco Mix) – 5:45

7" (Regno Unito)
- Lato A

1. The Night Sky – 5:05

- Lato B

1. Put It Behind You (Ffrisco Mix) – 5:45

## Formazione
- Tom Chaplin – voce
- Tim Rice-Oxley – pianoforte, tastiera
- Richard Hughes – batteria